# Comércio marítimo de peles

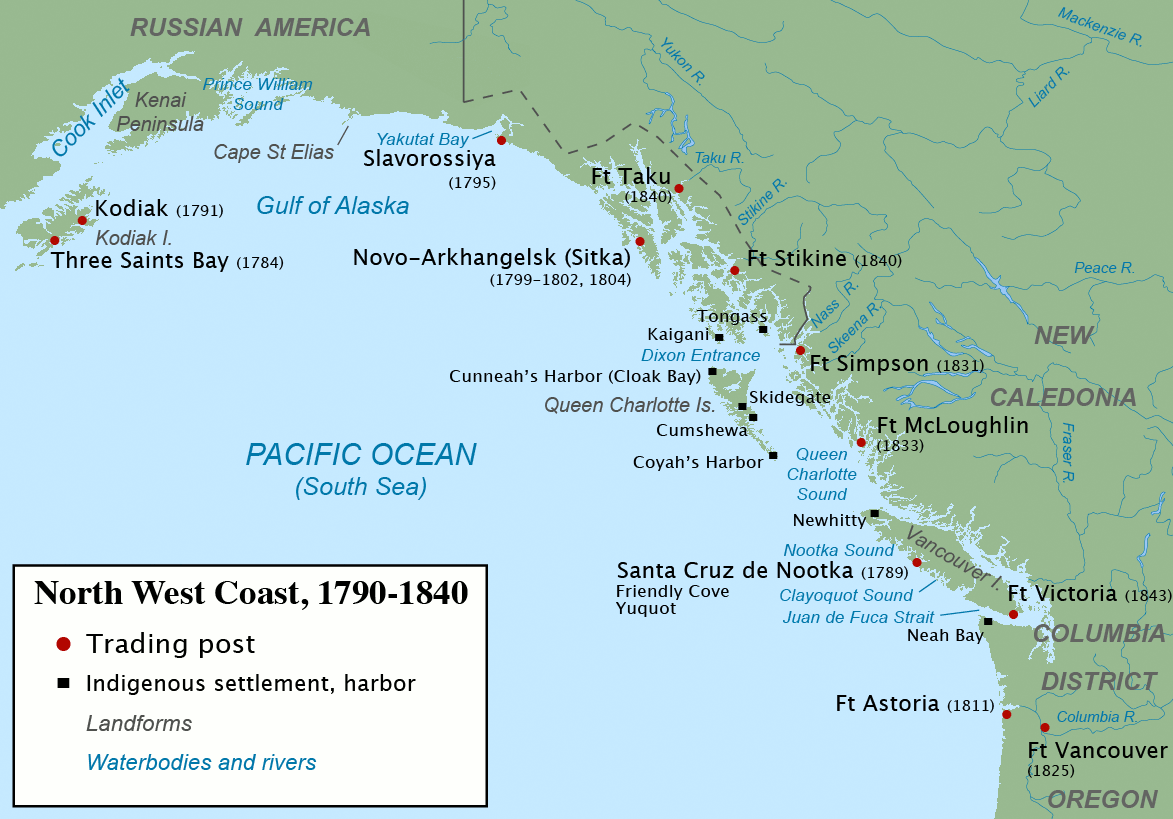
A costa Noroeste durante a época do comércio marítimo de peles, de 1790 a 1840 (legenda em inglês)

Designa-se por comércio marítimo de peles o comércio de peles de animais marinhos capturados na costa do Noroeste Pacífico desde meados do século XVIII até meados do século XIX, que eram transportadas por barco para a China, onde se vendiam ou trocavam por outras mercadorias. Era centrada na aquisição de peles de lontra-marinha e outros animais aos povos indígenas da costa do Noroeste Pacífico e a nativos do Alasca, peles que depois se vendiam na Ásia em troca de chá, sedas, porcelanas e outros produtos chineses, que posteriormente chegavam à Europa e aos Estados Unidos. Esse comércio de peles foi iniciado pelos russos, que se deslocaram até à América a partir da península de Kamchatka, seguindo ao longo das ilhas Aleutas, até alcançar a costa meridional do Alasca. Os britânicos e norte-americanos uniram-se na década de 1780, centrando-se no que hoje é a costa da Colúmbia Britânica. O comércio floresceu em redor da passagem do século XVIII para o XIX e entrou em declínio na década de 1810. À medida que a população de lontras-marinhas diminuía, o comércio de peles diversificou-se e transformou-se, procurando novos mercados e produtos básicos, embora sem deixar de se centrar na costa Noroeste da América e na China. Durou até meados de século XIX. Os russos controlavam a maior parte da costa do que hoje é o Alasca durante toda essa época. A costa sul do Alasca teve uma forte concorrência entre os navios mercantes britânicos e norte-americanos. Os britânicos foram os primeiros a operar no setor sul, mas foram incapazes de competir com os norte-americanos, que dominaram desde a década de 1790 até à década de 1830. A britânica Companhia da Baía de Hudson entrou no comércio da costa na década de 1820, com a intenção de afastar os norte-americanos, o que conseguiria por volta de 1840. No seu último período o comércio marítimo de peles era feito em grande parte pelos britânicos da Companhia de Hudson e pelos russos da Companhia Russo-Americana.
O comércio marítimo de peles introduziu a costa da região do Noroeste Pacífico numa vasta e nova rede de comércio internacional de alcance mundial, centrada no norte do oceano Pacífico, e baseada no capitalismo, embora, na sua maior parte, no colonialismo. Com a vinculação da costa do Pacífico Noroeste, China, as ilhas do Havai (descobertas recentemente para o mundo ocidental), Grã-Bretanha e os Estados Unidos (especialmente de Nova Inglaterra) surgiu uma rede de comércio triangular. Este comércio teve um efeito importante sobre os povos indígenas da costa Noroeste do Pacífico, especialmente nos povos aleútes, tlingit, haida, nuu-chah-nulth e chinook. Houve um rápido aumento da riqueza entre os nativos costeiros, além de mais armamento, potlatches, escravatura e despovoamento, devida sobretudo às doenças epidémicas. no entanto, a cultura indígena não foi substituída por esta rápida mudança, mas claramente floresceu, como mostram a importância de totems, as crescentes cristas tradicionais da nobreza, e o vocabulário da língua chinook, que continua a ser um aspeto distintivo da cultura do Pacífico Noroeste e que se desenvolveu durante essa época. A sociedade nativa havaiana foi afetada de maneira similar pela afluência repentina de riqueza e tecnologia ocidentais, bem como pelas suas doenças epidémicas. O efeito do comércio na China e Europa foi mínimo, mas para a Nova Inglaterra este comércio e os seus significativos benefícios ajudaram a revitalizar a região, contribuindo para a sua transformação de uma sociedade agrária numa sociedade industrial. As riquezas geradas foram investidas no desenvolvimento industrial, especialmente na indústria têxtil, que teve grande efeito na escravatura nos Estados Unidos, incrementando a procura de algodão e ajudando a tornar possível a rápida expansão do sistema de plantações através do Deep South.
As peles mais rentáveis foram as de lontra marinha, especialmente as da lontra marinha do norte, Enhydra lutris kenyoni, que habitava nas águas costeiras entre o rio Columbia, a sul, e Cook Inlet, a norte. A pele da lontra-marinha do sul da Califórnia, E. l. nereis, era menos apreciada e portanto menos rentável. Depois de a lontra-marinha do norte ter sido caçada até à sua extinção local, os comerciantes mudaram-se para a Califórnia até que também a lontra-marinha do sul quase se extinguiu. Os comerciantes britânicos e norte-americanos transportavam as suas peles até ao porto chinês de Cantão (Guangzhou), onde trabalhavam dentro do estabelecido pelo sistema de Cantão. As peles da América Russa se vendiam sobretudo na China através de Kyakhta, a cidade comercial da Mongólia que tinha sido aberta ao comércio russo pelo Tratado de Kyakhta de 1727.
A expressão «comércio marítimo de peles» (em inglês:  maritime fur trade) foi assim designada pelos historiadores para o distinguir do comércio de peles costeiro, baseado no transporte em barcos, do comércio continental, baseado no transporte por terra, por exemplo, o que faziam os fatores da Companhia do Noroeste (North West Company o NWC) ou da American Fur Company. Historicamente, esse comércio no foi conhecido por este nome, sino que se costumava chamar «comércio da Costa Noroeste» (North West Coast trade) o «comércio do Noroeste» (North West Trade) (em inglês, para além disso, o termo «North West» era escrito muito poucas vezes como uma única palavra, «Northwest», como hoje é comum).